# تیمچه ملک
تیمچه ملک این بنا  به دست حاج محمدابراهیم ملک التجار اصفهانی، در سال 1322 ق – 1904 م احداث گردیده است و مربوط به دوره قاجار است و در اصفهان، میدان نقش جهان، بازار دروازه اشرف واقع شده و این اثر در تاریخ ۱۰ خرداد ۱۳۸۲ با شمارهٔ ثبت ۹۰۶۵ به‌عنوان یکی از آثار ملی ایران به ثبت رسیده‌است.
شایان ذکر است که در میان تیمچه‌های بازار اصفهان، «تیمچه ملک» شهرت ویژه‌ای دارد. این شهرت به خاطر سبک معماری و تزئینات بسیار زیبا و چشم‌نوازش می باشد.
لازم به توضیح است که تیمچه و سرای ملک متعلق به دوره قاجار است. بانی و سازنده بنا، «حاج محمدابراهیم ملک التجار،» از رجال اوایل قرن چهاردهم هجری می باشد.
ضمنا در راهروی ورودی تیمچه ملک، کتیبه‌ای از کاشی خشتی موجود است  که با رنگ زرد بر زمینه لاجـورد، اشعاری بـه خط نستعلیق نگاشته شده است.
این اشعار اثر طبع شاعری اصفهانی متخلص به «طرب»، فرزند «همای شیرازی» می باشد.
در این کتیبه علاوه بر اشاره به نام بانی و همچنین سازنده تیمچه ملک، به تاریخ ساخت تیمچه نیز اشاره گردیده اسـت ، بدین ترتیب که مصرع آخر این شعر به حروف ابجد، سال ۱۳۲۲ را نمایان می کند.
شایان ذکر است که استاد همایی در بیان ماده تاریخ بنا اینگونه نوشته است: «تیمچه ملک از بناهای محمدابراهیم ملک التجار اصفهانی و کتیبه‌های گچبری آن، متضمن قطعه ماده تاریخ بنا نظما و خطا از آثار متوفی والدِ نگارنده، میرزا ابوالقاسم طرب بن همای شیرازی می باشد.»

## نگارخانه

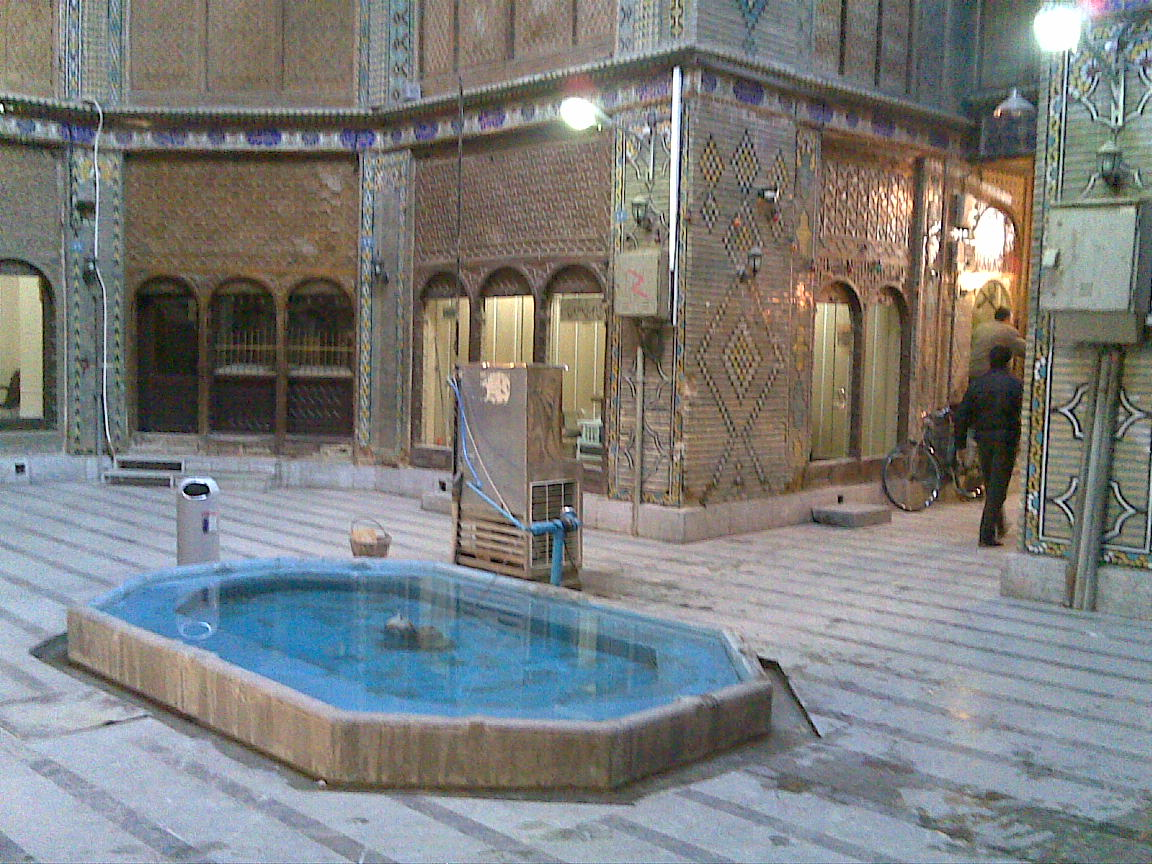
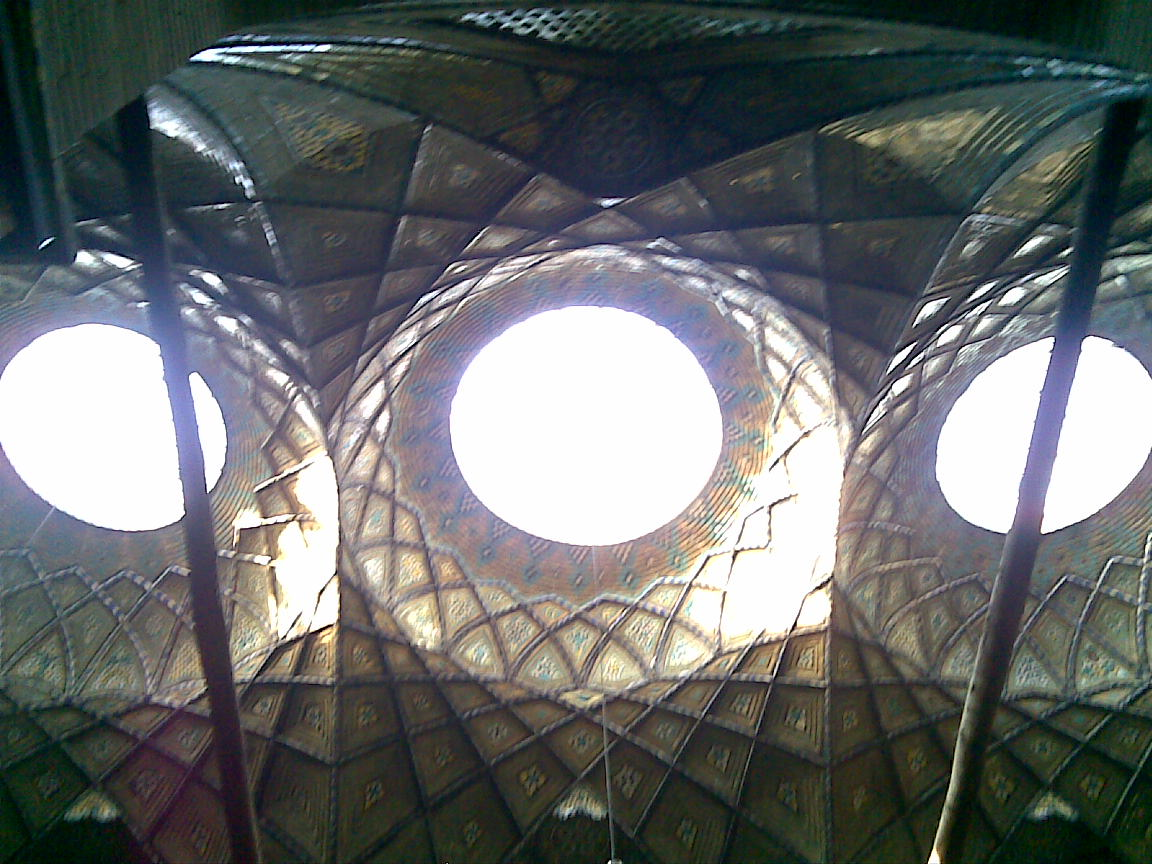
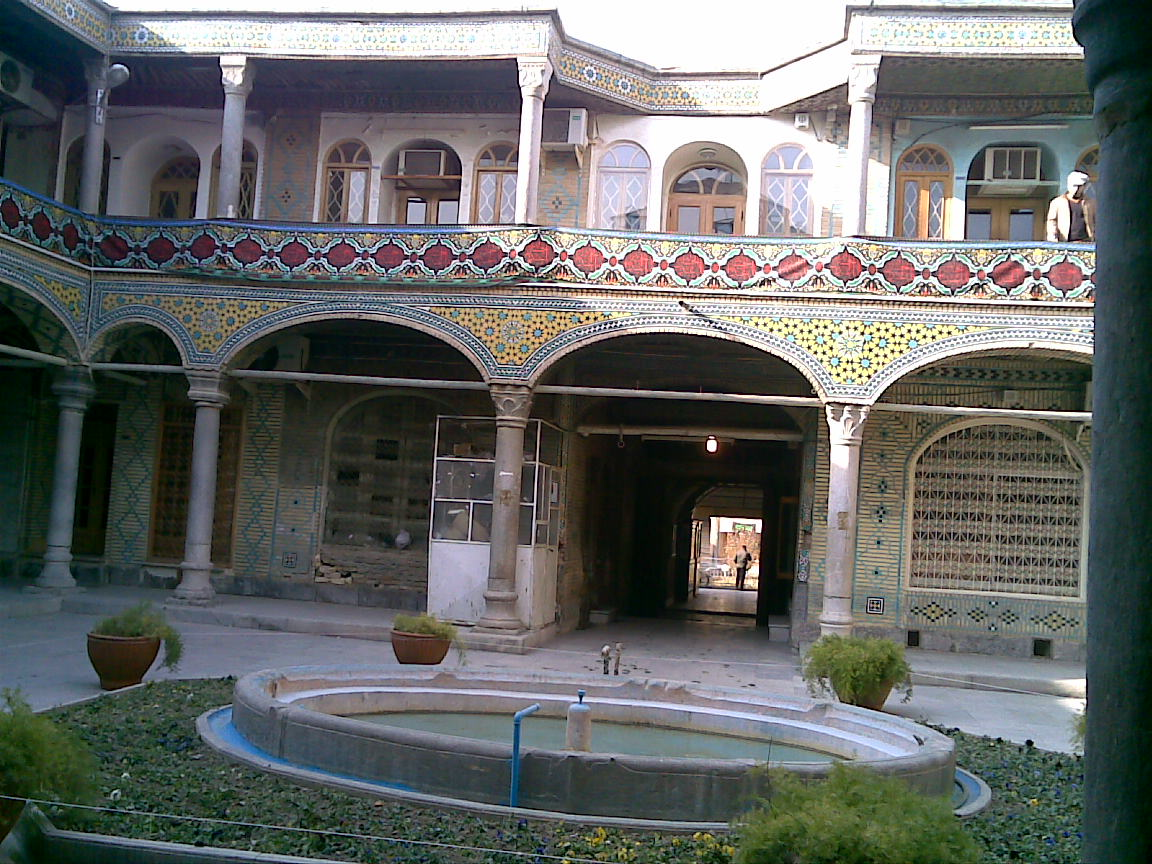